# Marawi
Marawi é uma cidade de quarta classe de renda da cidade na província Lanao do Sul, nas Filipinas. De acordo com o censo de 1 maio  de  2020 possui uma população de 207 010 pessoas e 30 839 domicílios.
O povo de Marawi são chamados os maranaos e falam a língua maranao. Eles são nomeados assim por conta do lago Lanao, que é chamado Meranau na língua nativa, sobre cujas margens a cidade de Marawi reside. Ela também é chamada de a Capital de Verão do Sul devido à sua maior elevação e clima mais frio.

## Batalha de Marawi
Em 23 de maio de 2017, o Maute e Abu Sayyaf , grupos afiliados ao Estado Islâmico, atacaram a cidade com cerca de 500 homens. O presidente filipino de então, Rodrigo Duterte, declarou a lei marcial na ilha de Mindanao, e os combates envolveram meios aéreos. A cidade só foi libertada do controle militante em 17 de outubro e as operações  terminaram oficialmente em 23 de outubro.